# Ліам Делап
Ліам Рорі Делап (англ. Liam Rory Delap; нар. 8 лютого 2003, Брент) — англійський футболіст, нападник клубу «Челсі».

## Клубна кар'єра
Вихованець футбольної академії «Дербі Каунті», з якої у липні 2019 року перейшов до академії «Манчестер Сіті».
24 вересня 2020 року Делап дебютував в основному складі «Манчестер Сіті» в матчі Кубка англійської ліги проти «Борнмута», відзначившись забитим м'ячем. 27 вересня 2020 року дебютував у Прем'єр-лізі в матчі проти «Лестер Сіті» (2:5). 20 серпня 2021 року Делап підписав контракт з манчестерцями до 2026 року.

## Кар'єра у збірній
Виступав за усі збірні Англії починаючи від команди до 15 років. Також має право виступати за збірні Ірландії.
29 березня 2021 року Делап провів свій єдиний матч за збірну Англії до 18 років, зігравши проти Уельсу на стадіоні «Леквіт», а з наступного року став виступати за збірну Англії до 19 років, з якою поїхав на юнацький чемпіонат Європи 2022 року в Словаччині. Там зіграв у трьої матчах, відзначився голом у грі групового етапу проти Ізраїлю (1:0) і допоміг своїй команді стати чемпіоном Європи.

## Досягнення
- Чемпіон Англії: 2020/21, 2021/22
- Володар Кубка Футбольної ліги: 2020/21
- Переможець юнацького чемпіонату Європи до 19 років: 2022
- Переможець Клубного чемпіонату світу: 2025

## Особисте життя
Ліам є сином колишнього футболіста Рорі Делапа, який виступав за збірну Ірландії, оскільки дід Ліама і троє двоюрідних дядьків родом з Леттеркенні в Ірландії.